# أرييه شارون
أرييه شارون (بالعبرية: אריה שרון‏) هُو مِعماري إسرائيلي حائِز على جائِزة إسرائيل في الهندسة المعمارية في عام 1962، وكان له دور كبير في الهندسة المعمارية المُبَكرة في إسرائيل، دَرَسَ في مدرسة الباوهاوس في ديساو تحتَ إشراف المِعماري والتر غروبيوس
وهانس ماير وَعند عَودتِه إِلى إِسرائيل (ثُم فلسطين) في عام 1931 بدأ بالبناءِ على طراز الباوهاوس الدُولي أَو ما يُسمى في تل أبيب. قامَ أيضا ببناءِ منازلٍ خاصة ودور للسينما، وفي عام 1937 بَنى أَوّل مُستشفى له، وهو المجال الذي اختص فيه فيما بعد، بالإضافة إلى التخطيط وبناء العديد من المراكز الطبية في إسرائيل.
خلال حرب الاستقلال في عام 1948، تم تعيين شارون رئيساً لقسم التخطيط في الحكومة، وفي عام 1954 عاد إلى المكتب المعماري الخاص به، وفي الستينات قام بتوسعة أنشطته في الخارج، وخلال العقدين القادمين قام ببناء حرم جامعة إيفي في نيجيريا. كما ارتفعت مدينة تل أبيب من ثلاثة وأربعة طوابق إلى عدة طوابق للمباني في الستينات والسبعينات، حيث قام مكتب شارون بتصميم العديد من المباني الشاهقة للحكومة والمؤسسات العامة.
أراد شارون هو حفيد أرييه شارون وكان أيضاً مهندساً معمارياً.

## النشأة
ولد شارون في بولندا في عام 1900، وبعد تخرجِه من المدرسة الثانوية في عام 1918، درسَ في المدرسة الألمانيّة التِقنية العليا في مدينة برنو. في عام 1920 هاجر إلى فلسطين مع مجموعة من رواد الشباب، وعملَ لمدة عام واحد مع أحد المزارعين. وفي وقت لاحق، أخذ في تخطيط وتشييد المباني لمزارع بسيطة كالحظائر والوحدات السكنية. وفي عام 1926، حصل على إجازة سنة واحدة من الكيبوتس، سافر فيها إلى ألمانيا لتوسيع معرفتِه في البناء والهندسة المعمارية.

## الدراسات المعمارية
قضى شارون شهراً في برلين ووصل إلى باوهاوس في ديساو، ودرس تحت إشراف جوزيف ألبرز، الذي استند إلى السماح للطالب بتجربة المواد المختلفة، في محاولة منه للخروج عن المألوف، وجعل التجارب هيَ أسلوب للتعليم. وعُرضت «تمارين شارون» في معرض الباوهاوس كان مفادها تحول ورقة من الورق والمعدن ثنائية الأبعاد إلى أشكال ثلاثية الأبعاد. وفي عام 1927، تم تعيين هانس ماير رئيس قسم البناء وكان شارون قد تأثر به حد كبير حيث نهج أسلوبه في وظيفة العمارة.

## تل أبيب في عام 1930

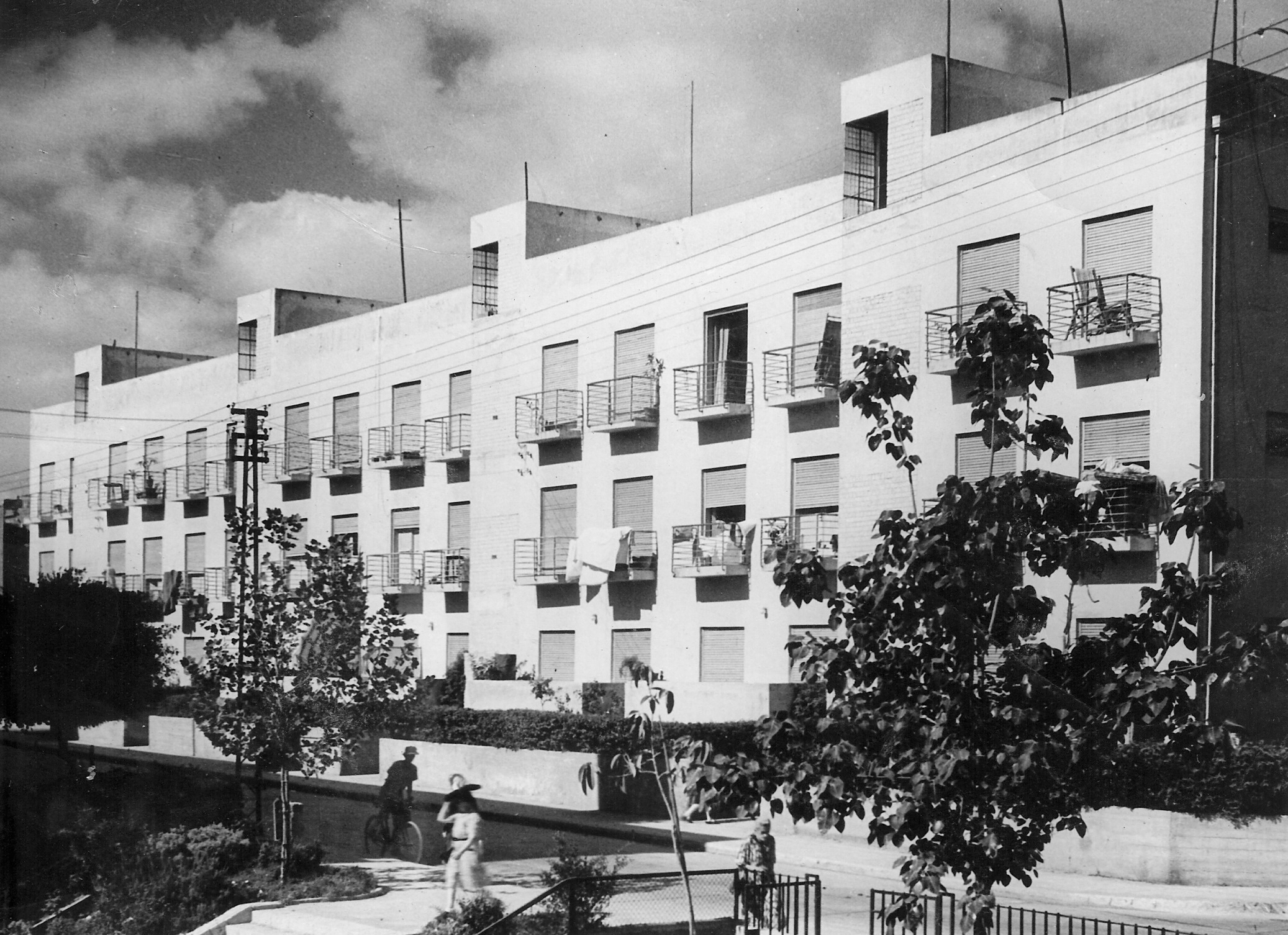
أوفديم مونت 1936

في عام 1931، عاد شارون إلى فلسطين وفتح مكتباً للهندسة المعمارية في تل أبيب، وقام شارون بتشييد أربعة أجنحة للمعرض الهستدروت (اتحاد العمل العام) في «مَعرض المَشرق العَربي» في تل أبيب في عام 1932، والتي كانت سبب فوزه بالجائزة الأولى في المسابقة المعمارية التي أُجريت في ذلك الوقت، وتتألف هذه الأجنحة من وحدات خشبية كعناصر معمارية أساسية، حيث تنمو تدريجياً في الارتفاعِ والطّول، تغطيها الجوت. وتبعت ذلك سلسلة من المباني في النمط الدُّوَلي الذي كان سبباً أساسياً في تسمية المدينة «المدينة البيضاء». بالإضافة إلى ذلك قا ببناء المجمعات السكنية التعاونية، والمنازل الخاصة ومقر الهستدروت في تل أبيب، وفي عام 1936 قام ببناء أول مستشفى يحتوي على 60 سريراً قرب تل أبيب.
كانت المُجمعات السكنية لشارون تعرَف باسم «أوفديم مونت» باللُُغة العِبرية، وقد بُنيت حول هذه المجمعات باحات الحديقة الكبيرة بشكل مركزي والحيز العام للسكان، بينما الخدمات المجتمعية مثل رياض الأطفال وغسيل الملابس والمحلات التجارية والكنيس اليهودي في الطابق الأرضي.

## تخطيط الكيبوتس في عام 1940
خلال الحرب العالمية الثانية، قامت أنشطة بناء في جميع المدن الكبرى ولكنها توقفت بسبب نقص مواد البناء الأساسية مثل الإسمنت والحديد. وبدأ شارون ببناء هياكل بسيطة في الكيبوتسات، حيث كانت مباني المجتمع والمدارس من مواد محلية، مثل الرمل والطوب وأحجار الجير. وتم بناء المجتمعات المدرسية لقرابة 200-300 من أبناء الكيبوتسات، وغالبيتهم من الشباب الذين تتراوح أعمارهم بين 12-18.
كان النشاط الرئيسي لشارون موجهاً نحو التخطيط في الكيبوتسات. حيث قام بتصميم عدد كبير من خطط للمستوطنات الجماعية القائمة والملحقات فضلاً عن مخططات عامة للمستوطنات الزراعية الجديدة والمجتمعات المدرسية.
شملت أنشطة شارون الأخرى سلسلة من المحاضرات في معهد التخنيون في حيفا، والتي غطت بعض المواضيع مثل:
- أنواع المستوطنات المبكرة في البلاد.
- الكيبوتزيم التعاونية.
- كفوتزا التي وضعت في وقت لاحق في الكيبوتس.
- التخطيط الفعلي للأنواع المختلفة من المستوطنات.
- الهياكل الاجتماعية والاقتصادية وتنظيم العمل والتعليم والأنشطة الثقافية في الكيبوتس.

## التخطيط العمراني

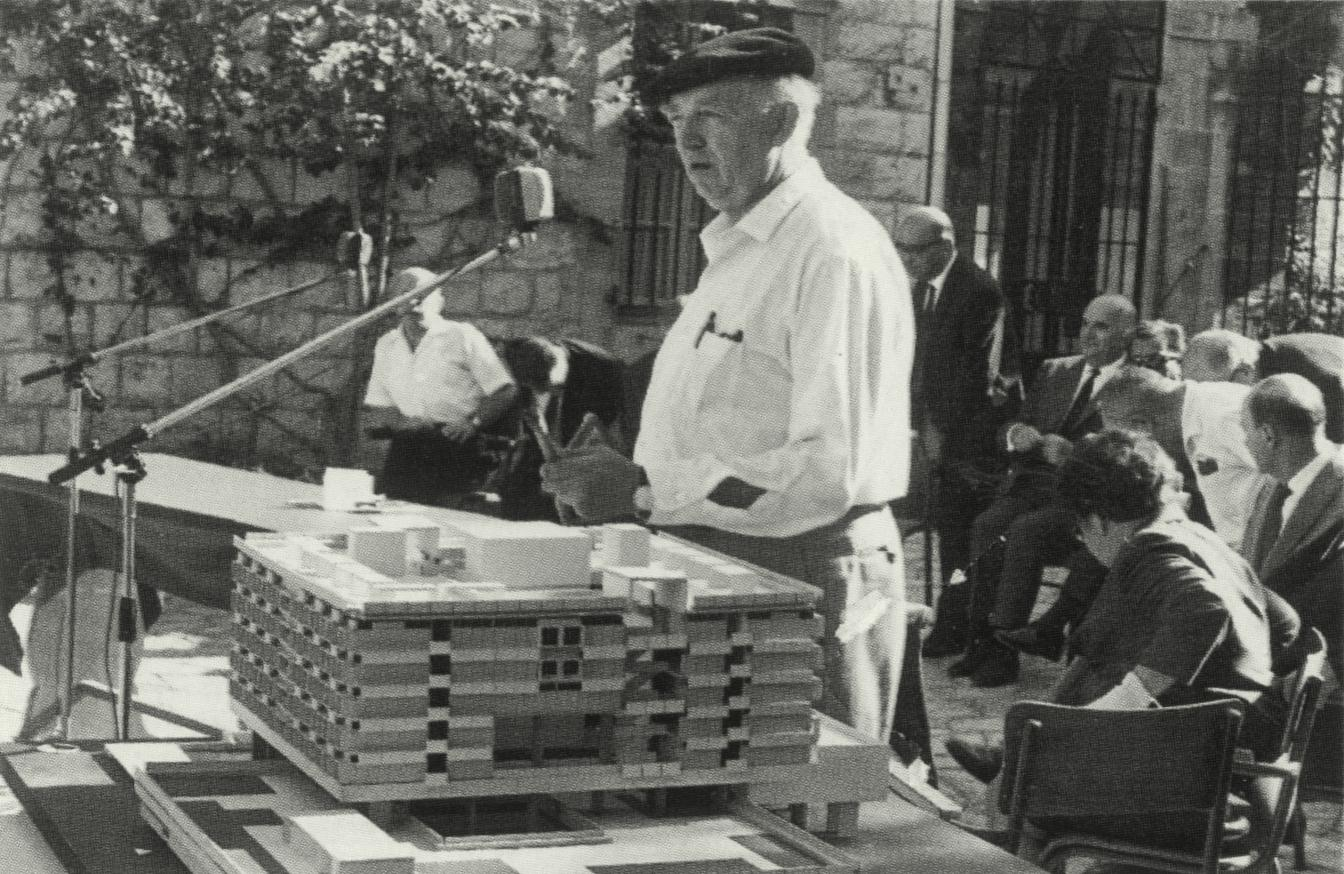
أرييه شارون مع نموذج لمشفى رمبام في حيفا عام 1966

عندما تم إنشاء إسرائيل في 1948 تركز الأغلبية من السكان في الشريط الساحلي الضيق. وكان من المهام الرئيسية إدارة التخطيط في المنشأة الحكومية حديثاً، حيثُ ترأسها شارون وكان مسؤولاً مباشراً أمام مكتب رئيس الوزراء في إطار «ديفيد بن غوريون»، لإيجاد حلول للمهاجرين الذين دخلوا إسرائيل بعد إعلان الاستقلال. وتألف الفريق من 180 شخص يعملون كمخططين للمدن والمهندسين المعماريين والمهندسين والاقتصاديين. قام شارون بإعداد «خطة وطنية للمخطط التفصيلي»، والتي عملت على تقسيم البلاد إلى مناطق مخططة وفقاً للموارد الاقتصادية والمعالم الجغرافية وعوامل الاتصال والخلفية التاريخية.
أدت خطة شارون إلى تنمية المدن، ومنها: بيت شيعان وكريات غات والناصرة العليا. كما ساهمت في زيادة المناطق الزراعية من خلال التوسع في صحراءالنقب جنوب إسرائيل، ثم تم وضع خطة لتغذية المناطق الجنوبية الجافة والفقيرة بالاستعانة بالمناطق الشمالية الفائضة بالمياه.
وتم تخطيط الحدائق الوطنية، التي تنتشر في جميع أنحاء إسرئيل، واستغلال الميزات الموجودة في المناظر الطبيعية والمحميات الطبيعية والمواقع التاريخية. في نهاية عام 1953، تلقى شارون دعوة من الأمم المتحدة للعمل كخبير تخطيط في حلقة دراسية بشأن الإسكان وتحسين المجتمع والذي عقد في نيودلهي وبعد ذلك إلى بورما واليابان.

## التدريبات الخاصة
عاد شارون إلى ممارساته الخاصة في عام 1954، حيثُ أقام شراكة مع المهندس المعماري بنيامين إيديلسون. وبعد عام 1965 عمل جنباً إلى جنب مع ابنه «إيلدار شارون»، حتى وفاته في عام 1984.

### 1954-1964: المهندسين المعماريين أرييه شارون وبنيامين إيديلسون في تل أبيب
المباني المختارة
- 1950/56 مستشفى بيلينسون العام الجديد، بتاح تكفا، يضم 500 سرير.
- 1952/54، مباني وزارة الدفاع 21 و 22، هاكيريا، تل أبيب.
- 1954/58 مستشفى بلدية ايشيلوف، تل أبيب، يضم 300 سرير.
- 1954/58 منتدى تكنيون حيفا، بما في ذلك الأمانة العامة، ومكتبة وقاعة تشرشل (المنافسة، الجائزة الأولى).
- 1954/55 «مجمع الإسكان»، الناصرة، للمهاجرين الجدد.
- 1955/62 المستشفى الإقليمي، بئر السبع (جائزة للهندسة المعمارية).
- 1958/60 معهد وينجيت للثقافة البدنية.
- 1958 جناح إسرائيل في «بروكسل اكسبو العالمي» مع المهندس المعماري أرييه العناني.
- 1959/61 ياد فاشيم التذكاري«قاعة الذكريات»، القدس مع المهندس المعماري أرييه العناني.
- 1961 الديار الأولى لجامعة إيفي، نيجيريا
- 1961/65 مقر «الوكالة اليهودية» تل أبيب (المنافسة، الجائزة الأولى).
- 1963/65 مقر «صندوق المرضى»، «اتحاد العمال»، تل أبيب.
- 1964 جامعة ايفه في نيجيريا، قاعات للإقامة.

### 1965-1984: المهندسين المعماريين أرييه شارون وايلدار شارون في تل أبيب
المباني المختارة
- 1965/71 المنزل 'كنارت'، طبريا.
- 1965/72 مستشفى رمبام، حيفا، يضم 600 سرير.
- 1965-68 «التعاونيات الزراعية» المقر في تل أبيب.
- 1966/76 مستشفى وولفسون، حولون، تل أبيب، (المنافسة، والجائزة الأولى).
- 1966 المركز الطبي في تل أبيب، بالإضافة إلى مستشفى ايشيلوف.
- 1966/68 متحف تذكاري كيبوتس ياد موردخاي.
- 1966/70 «مستشفى للأمراض العقلية»، بتاح تكفا، يضم 170 سرير.
- 1967/70 مكتبة جامعة ايفه في نيجيريا.
- 1967/69 المجمعات السكنية في بئر السبع والناصرة.
- 1967/72 كلية الطب، جامعة تل أبيب.
- 1968/72 جامعة ايفه ومعهد التربية والتعليم مع شركة إيمي.
- 1968/70 المخطط الرئيسي «مدينة القدس القديمة» وضواحيها. مع المهندس ديفيد ألف بروتزكوس.
- 1968 مركز الأبحاث بن غوريون.
- 1969/74 بنك إسرائيل في القدس (المنافسة، الجائزة الأولى).
- 1972/76 المركز الطبي سوروكا في بئر السبع، وملحقات وأجنحة جديدة، يضم 1200 سرير.
- 1972/82 المركز الطبي في تل أبيب، ملحق لمستشفى البلدية الحالية ويضم 1000 أسرة.
- 1973/76 حي جيلو في القدس.
- 1975/85 مستشفى «عساف هارفي» بالقرب من تل أبيب، وعيادات O.P.D. والأمومة وطب الأطفال، والمرافق الطبية

## التكريمات والعضوية المهنية
- عضو في لجنة تخطيط المدينة، تل أبيب، عام1934.
- عضو تنفيذي في نقابة المهندسين والمهندسين المعماريين، عام 1936.
- الرئيس: I.I.A. في معهد إسرائيل للمهندسين المعماريين، عام 1955.
- جائزة روكاتش للهندسة المعمارية (تمنحها بلدية تل أبيب)، عام 1960.
- زعيم نقاش حول المباني الصناعية المسبقة الصنع في مؤتمر U.I.A. في لندن، عام 1961.
- عضو في «المعهد الملكي البريطاني للمهندسين المعماريين» (الربا)، عام 1962.
- حائز على جائزة إسرائيل في العمارة، عام 1962.[9]
- عضو في مجموعة الصحة العامة من U.I.A. 1962.
- حصل على ميدالية ذهبية من المعهد المكسيكي للمهندسين المعماريين، عام 1963.
- رئيس المجلس الوطني للمتنزهات الوطنية والمحميات الطبيعية، عام 1964.
- عضو في أكاديمية الفنون في برلين، عام 1965.
- رئيس جمعية المهندسين والمهندسين المعماريين في إسرائيل، 1965-1971.
- رئيس المؤتمر العالمي I.T.C.C. (المركز الدولي للتعاون التقني): التطور التكنولوجي لإسرائيل والبلدان النامية، في عامي 1967 و 1970.
- عضو في هيئة أرشيف باوهاوس في برلين، عام 1975.

## الأعمال المنشورة

### كتب
- «مادية التخطيط في إسرائيل»، تل أبيب، عام 1951.
- «المستشفيات في إسرائيل وفي البلدان النامية»، تل أبيب، عام 1968.
- «تخطيط القدس: المدينة القديمة وضواحيها»، فاينفلد نيكلسون، القدس، عام 1973.
- «كيبوتس + باوهاوس: طريقة المهندس المعماري في أرض جديدة»، عام 1976.
- «تخطيط جامعة إيفي»، وشركة اجبورامي، عام 1981.

## المعارض
- الهندسة المعمارية في أرض إسرائيل، مسرح هابيما، تل أبيب، في أيلول/سبتمبر 1944.
- المعرض الوطني، متحف تل أبيب للفنون، في شباط/فبراير 1950.
- الفتح في الصحراء (هاشيماما كيبوش)، مركز المؤتمرات الدولية (القدس)، في أيلول/سبتمبر 1953 .
- 50 عاماً في باوهاوس، شتوتغارت عام 1967 (المستعملة كتالوج، ص 202,203).
- المدينة البيضاء: «نمط الهندسة المعمارية» في إسرائيل في متحف تل أبيب للفنون، 1984، «المتحف اليهودي» (نيويورك)، 1984/5.
- معرض سولو.
- معهد جوته تل أبيب، في عام 1994.
- معرض كيبوتس وباوهاوس، في عامي 2011-2012، في ديساو بألمانيا.

## الوصلات الخارجية
- The Arieh Sharon Foundation and Archive
- Physical Planning in Israel, The "Sharon" Plan, on the Arieh Sharon Foundation Website
- Sharon Architects website
- Sharon's entry in Encyclopedia.com
- Sharon's entry in Answers.com
- List of Bauhaus style Israeli Architects
- The Gunta Stölzl Foundation